# Barco
Barco N.V., gelistet an der Börse in Brüssel, ist ein Hersteller von Hardware-Display-Produkten und -Systemen. Das Unternehmen ist spezialisiert auf DLP-Projektoren, LED-Bildschirme und Flachbildschirme sowie Applikationen dazu. Der Name Barco ist ein Akronym für Belgian American Radio COrporation.
Barco ist ein Weltmarktführer in Bildschirmen und Visualisierungslösungen.

## Geschichte
Das Unternehmen wurde 1934 gegründet und hat seinen Hauptsitz in Kortrijk, Belgien. Das Unternehmen hat Standorte in Europa, Nordamerika und Ostasien. Der Standort in den Vereinigten Staaten befindet sich in Duluth, Georgia (in der Nähe von Atlanta). Weltweit beschäftigt Barco 3.360 Mitarbeiter (Dezember 2023).
2004 erwarb Barco die Firma Folsom Imaging aus Rancho Cordova in Kalifornien.
Im Jahre 2007 wurden die Bereiche Präsentation und Simulation unter der PSD zusammengefasst (Presentation and Simulation Division). Ein Teil hiervon ist der Bereich Corporate AV. Hier werden Visualisierungslösungen für Konferenzräume, hochwertige Vorstandsräume, Universitäten und Hochschulen sowie für Museen angeboten. Zudem gibt es eine Abteilung für den militärischen Bereich.
2015 wurde Barco's Defense & Aerospace Division an Esterline Technologies Corporation verkauft.